# Квікстеп
Квіксте́п (від англ. quick step швидкий крок) — бальний танець стандартної програми, швидкий фокстрот. Танцюється під музику з розміром 4/4 в темпі 50-52 такти за хвилину.
Квікстеп розвинувся із фокстрота на початку 1920-их років 20 ст., як його швидкий варіант. Деякі елементи квікстеп запозичив з інших популярних в той час танців, таких як шимі, чарльстон, пібоді, шег.
Для квікстепа характерні легкі доріжки через всю танцювальну залу, зазвичай по краях танцполу. На відміну від інших танців стандартної програми він використовує підстрибування, при яких обидві ноги партнерів відриваються від підлоги.